# Miloš Ćuk
Miloš Ćuk (né le 21 décembre 1990 à Novi Sad) est un joueur de water-polo serbe, après 5 saisons au Partizan de Belgrade, il est transféré au Eger en 2014.